# 舟津圭三
舟津 圭三（ふなつ けいぞう、1956年 - ）は、日本の探検家。大阪市出身。
犬ゾリレーサーとして、アラスカのフェアバンクスに在住経歴あり。2015年より北海道、仁木町にあるワイナリーNIKI Hills Wineryにて総支配人を勤める。1989年7月から1990年3月にかけて行われた犬ゾリによる世界初の南極横断を達成した人物として知られる。極地探検家・ガイド。

## 略歴
- 神戸大学経済学部卒業。
- 1984年、帆かけ自転車でサハラ砂漠を縦断
- 1988年、グリーンランドをスキーと犬ぞりで縦断
- 1989年7月-1990年3月、220日間の史上初の犬ぞりによる南極大陸横断（6名からなる国際隊の一員として参加）の成功により、朝日スポーツ賞受賞。
- 1993年、アイディタロッド1800キロ国際犬ぞりレース出場　ルーキー・オブ・ザ・イヤー
- 1995年、ロッキーマウンテンステージストップ国際犬ぞりレース3位
- 1997年、ユーコンクエスト1600キロ国際犬ぞりレース出場　5位　ルーキー・オブ・ザ・イヤー
- 日本アドベンチャーサイクリストクラブ会員。
- 2015年、NIKI Hills Winery総支配人就任

## 著書
- 『アラスカ犬ぞり物語』、1998年、七賢出版、ISBN 4883043711
- 『犬ぞり隊、南極大陸横断す』、1992年、 講談社、ISBN 4062060191